# Monts Bleus
Ne doit pas être confondu avec Montagnes Bleues.
Les monts Bleus  sont une chaîne de montagnes située au nord-ouest du lac Albert en République démocratique du Congo, dans la province de l'Ituri, à une dizaine de kilomètres de la ville de Bunia. Ces monts culminent à environ 2 000 m d'altitude et forment, dans cette région, la ligne de partage entre les eaux du bassin du Congo et celles du bassin du Nil.